# 姫路市立広峰小学校
姫路市立広峰小学校（ひめじしりつ ひろみねしょうがっこう）は、兵庫県姫路市峰南町に所在する公立小学校。

## 沿革
城北地区は1960年代前半から宅地開発などが盛んにおこなわれ、それに伴い城北小学校の児童数も増加した。そのため姫路市は、城北小学校を分割して広嶺中付近に（仮称）城北第二小学校を新設する計画を立てた。1969年5月には城北小の児童数は2130人、学級数51の超マンモス校となり、1970年1月の校区審議会答申はこの新設校について「遅きに失した感がある」と指摘し、「今後、第三、第四小学校の新設も勘案」しながら校区割が行われた。校名については公募で「広嶺小」を推す意見が多かったが、広嶺中と紛らわしいとのことで、市長一任で「広峰小」に決定した。
- 1970年（昭和45年）4月1日 - 姫路市立城北小学校から分離して開校。
- 1974年（昭和49年）11月20日 - 学校給食文部大臣表彰。

## 通学区域
- 梅ケ谷町、広峰一丁目、広峰二丁目、峰南町(増位小学校校区を除く。)、城北新町一丁目、城北新町二丁目、城北新町三丁目、北平野一丁目、北平野二丁目、北平野三丁目、北平野四丁目、北平野五丁目、北平野六丁目、北平野奥垣内、北平野南の町、北平野台町、上大野一丁目、上大野二丁目、上大野三丁目、上大野四丁目、上大野五丁目、上大野六丁目、上大野七丁目、大寿台一丁目、大寿台二丁目、西大寿台、広嶺山[2]

※卒業後は基本的に姫路市立広嶺中学校に進学する。

## 通学区域が隣接している学校
- 姫路市立城北小学校
- 姫路市立増位小学校
- 姫路市立砥堀小学校
- 姫路市立置塩小学校
- 姫路市立安室東小学校
- 姫路市立城乾小学校